# Magnus Andersson (Handballtrainer)
Per Magnus Andersson (* 17. Mai 1966 in Linköping, Schweden) ist ein schwedischer Handballtrainer und ehemaliger Handballspieler.

## Karriere als Spieler
Andersson hat eine Körperlänge von 180 Zentimetern und wog zu seiner aktiven Zeit 80 Kilogramm. Er ist einer der erfolgreichsten Handballer der Welt. Zwischen 1988 und 2003 bestritt der Rückraum-Mitte-Spieler für Schweden 310 Länderspiele, in denen er 919 Tore warf. Dabei gewann er unter anderem zwei Weltmeister- und drei Europameistertitel sowie drei Silbermedaillen bei Olympischen Spielen.
Er spielte unter anderem bei GWD Minden 1997–1998 und zuvor beim TuS Schutterwald. Das Engagement in Schutterwald war durch eine kurzzeitige Rückkehr nach Halmstad unterbrochen. 1998 wechselte er wieder zu HK Drott nach Halmstad. Vor seiner Karriere in Deutschland spielte er in Halmstad, Stavanger (Norwegen), Saab und RP.
Im Dezember 2003 wurde Andersson bei der HSG Nordhorn für drei Spiele reaktiviert, da mit Ljubomir Vranjes und Maik Machulla die beiden regulären Spielmacher der Mannschaft, verletzt waren. Trainer war sein langjähriger Mannschaftskollege aus der Nationalmannschaft Ola Lindgren. In den drei Spielen warf er insgesamt zwölf Tore; er trug die Trikotnummer 22.

## Karriere als Trainer

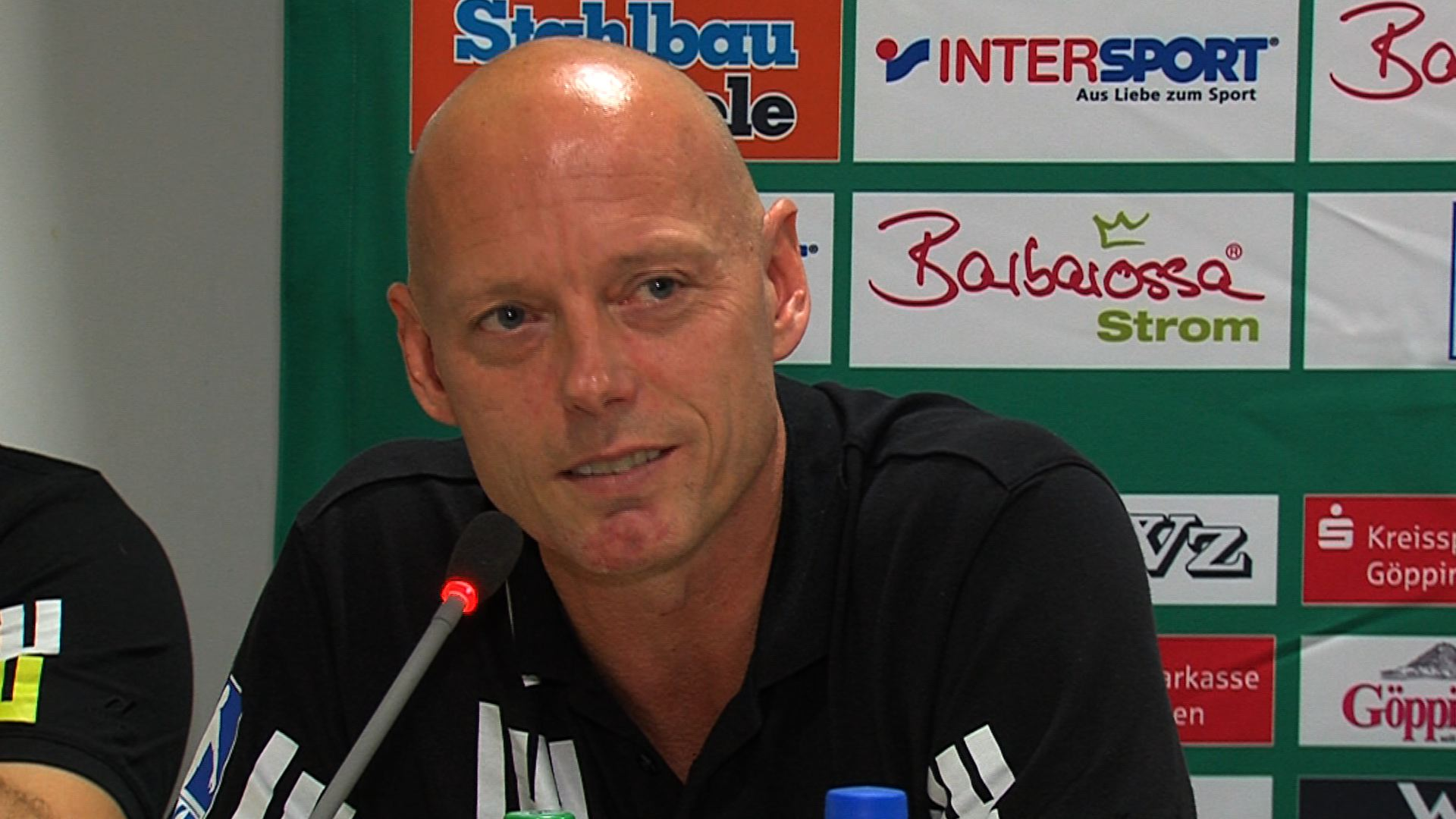
Magnus Andersson (2014) nach einem Spiel mit Frisch Auf Göppingen bei der Pressekonferenz

Nach seiner aktiven Laufbahn trainierte er von 2001 bis 2005 das Team HK Drott Halmstad. Anschließend übernahm Andersson das Traineramt beim dänischen Verein FCK Håndbold, welches er bis 2010 innehatte. Unter seiner Leitung gewann der FCK 2008 die Meisterschaft und 2010 den Pokal. Im Sommer 2010 übernahm er das Traineramt der österreichischen Nationalmannschaft, um es im Juni 2011 nach der verpassten Qualifikation für die EM 2012 in Serbien im Einvernehmen mit dem Verband wieder abzugeben. Seit Oktober 2012 ist Andersson als Co-Trainer der schwedischen U21-Nationalmannschaft tätig. Im Dezember 2012 übernahm er zusätzlich das Traineramt von Hästö IF. Ab dem 1. Juni 2013 trainierte er den schwedischen Erstligisten HK Malmö. Ab der Saison 2014/15 war er Trainer bei Frisch Auf Göppingen und gewann 2016 sowie 2017 den EHF-Europa-Pokal. Am 26. September 2017 trennten sich Frisch Auf Göppingen und Magnus Andersson. Im Sommer 2018 übernahm er als Trainer die Mannschaft des FC Porto. Im Juli 2023 wurde er ein Jahr vor Ablauf seines Vertrages durch Carlos Resende ersetzt. Im September 2023 wurde er dennoch als bester Trainer der Liga der Saison 2022/23 ausgezeichnet. Im Sommer 2024 trat er seine zweite Amtszeit beim FC Porto an.

## Erfolge

### Als Spieler
Als Spieler mit der Schwedischen Nationalmannschaft:
- Weltmeister 1990 und 1999
- Europameister 1994, 1998, 2000 und 2002
- Silbermedaillen bei den Olympischen Spielen 1992, 1996 und 2000
- sechsfacher schwedischer Meister mit HK Drott Halmstad[7]

### Als Trainer
- 3. Platz in der dänischen Play-off-Runde zur Meisterschaft in der DHL (Dansk Håndbold Liga) 2007[21]
- Dänischer Meister 2008 mit FC Kopenhagen Handbold
- Dänischer Pokalsieger 2010 mit FC Kopenhagen Handbold
- EHF-Europa-Pokal 2016, 2017 mit Frisch Auf Göppingen
- 3. Platz EHF-Europa-Pokal 2019 Final Four in Kiel mit dem FC Porto Sofarma
- Portugiesischer Meister 2019, 2021, 2022, 2023 mit FC Porto
- Portugiesischer Pokalsieger 2019, 2021 mit FC Porto